# 155P/Шумейкеров
Комета Шумейкеров 3 (155P/Shoemaker) — короткопериодическая комета из семейства Юпитера, которая была обнаружена на фотопластинке, полученной 10 января 1986 года американскими астрономами Кэролин и Юджин Шумейкер с помощью 0,46-м телескопа системы Шмидта Паломарской обсерватории. Они описали её как диффузный объект 10,0 m звёздной величины с конденсацией в центре и коротким хвостом. Комета обладает довольно коротким периодом обращения вокруг Солнца — чуть более 16,9 года.

Орбита кометы Шумейкеров 3 и её положение в Солнечной системе

К 21 января британский астроном Брайан Марсден, использую 14 позиций кометы, полученных в период с 10 по 20 января, вычислил первую эллиптическую орбиту кометы с датой перигелия 20 декабря 1985 года и периодом обращения 15,3 года. К 31 января, уже на основании 28 позиций кометы, он пересчитал свою орбиту, сдвинув перигелий на 19 декабря и увеличив период обращения до 16,3 года. За кометой следили ещё на протяжении нескольких месяцев, когда её яркость постепенно угасала по мере удаления от Солнца. Последний раз её наблюдали 14 мая в обсерватории Стюарда.
Первое восстановление кометы было сделано независимо друг от друга японскими астрономами Т. Орибэ (9 сентября) и А. Накомурой (12 сентября), при этом магнитуда кометы оценивалась в 18,0 m и 18,6 m соответственно. Впоследствии комета была найдена и на более ранних снимках от 4 и 7 сентября. Комета была легко доступна для наблюдений и достигла максимальной яркости в 13,0  m звёздной величины.